# James Benning

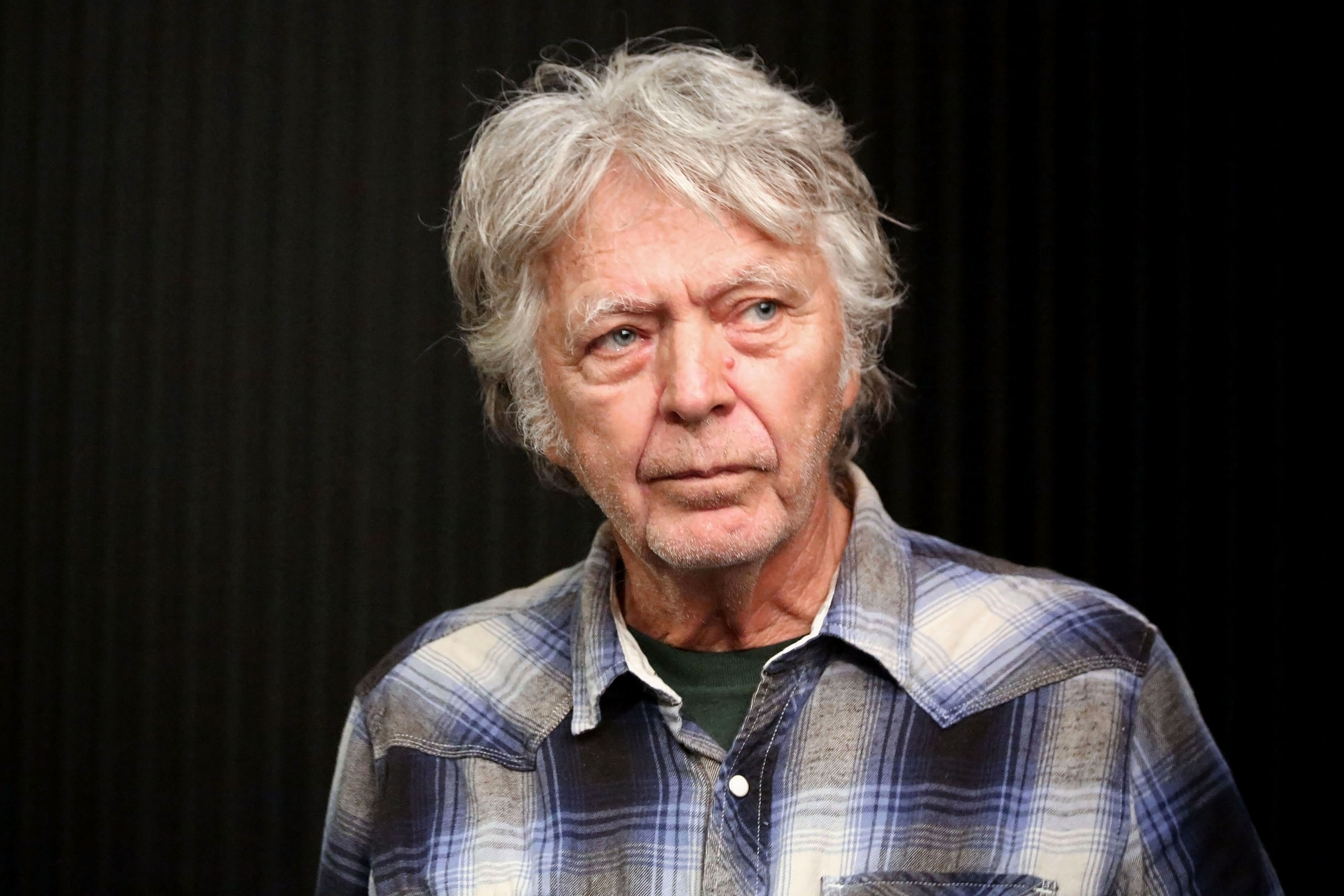
James Benning (Viennale 2012)

James Benning (* 28. Dezember 1942 in Milwaukee, Wisconsin) ist ein US-amerikanischer Avantgarde-Filmemacher und Dokumentarfilmer.

## Leben
James Benning ist der Sohn deutscher Immigranten. Er studierte an der Universität von Wisconsin und arbeitet seit 1987 am California Institute of the Arts.
Benning ist ein unabhängiger Filmemacher und arbeitet in der Regel völlig alleine. Seine Filme konzentrieren sich meist auf einzelne minutenlange Einstellungen von amerikanischen Landschaften, Bauwerken oder Orten, die ausgenommen vom Ortswechsel ohne einen Schnitt auskommen. Die Einstellungen sind oft exakt gleich lang; auf einen Off-Kommentar verzichtet Benning, stattdessen ist die örtliche Tonkulisse zu hören.
Seit Mitte der 1990er Jahre konzentrierten sich seine Filme auf die Landschaften des Südwestens der USA. Zu seinen bekanntesten Filmen gehört seine 2000/2001 entstandene Kalifornien-Trilogie, bestehend aus den Filmen El Valley Centro, Sogobi und Los.
2009 drehte er erstmals außerhalb Nordamerikas; der im Ruhrgebiet entstandene Film Ruhr ist zugleich Bennings erster digital gedrehter Film.
Auf der Berlinale 2013 wurde Bennings Film Stemple Pass (2012) in der Sektion Forum als Weltpremiere aufgeführt. 2014 wurde sein Film 13 Lakes ins National Film Registry aufgenommen.
Das Österreichische Filmmuseum beschäftigt sich mit dem Œuvre Bennings – neben einer Gesamtretrospektive samt Buchpublikation, der Herausgabe von Werken auf DVD und der Restaurierung von Filmen in der Sammlung des Hauses finden regelmäßig Uraufführungen neuerer Filme statt.
Seine Tochter ist die experimentelle Filmemacherin und Musikerin Sadie Benning.

## Filmographie

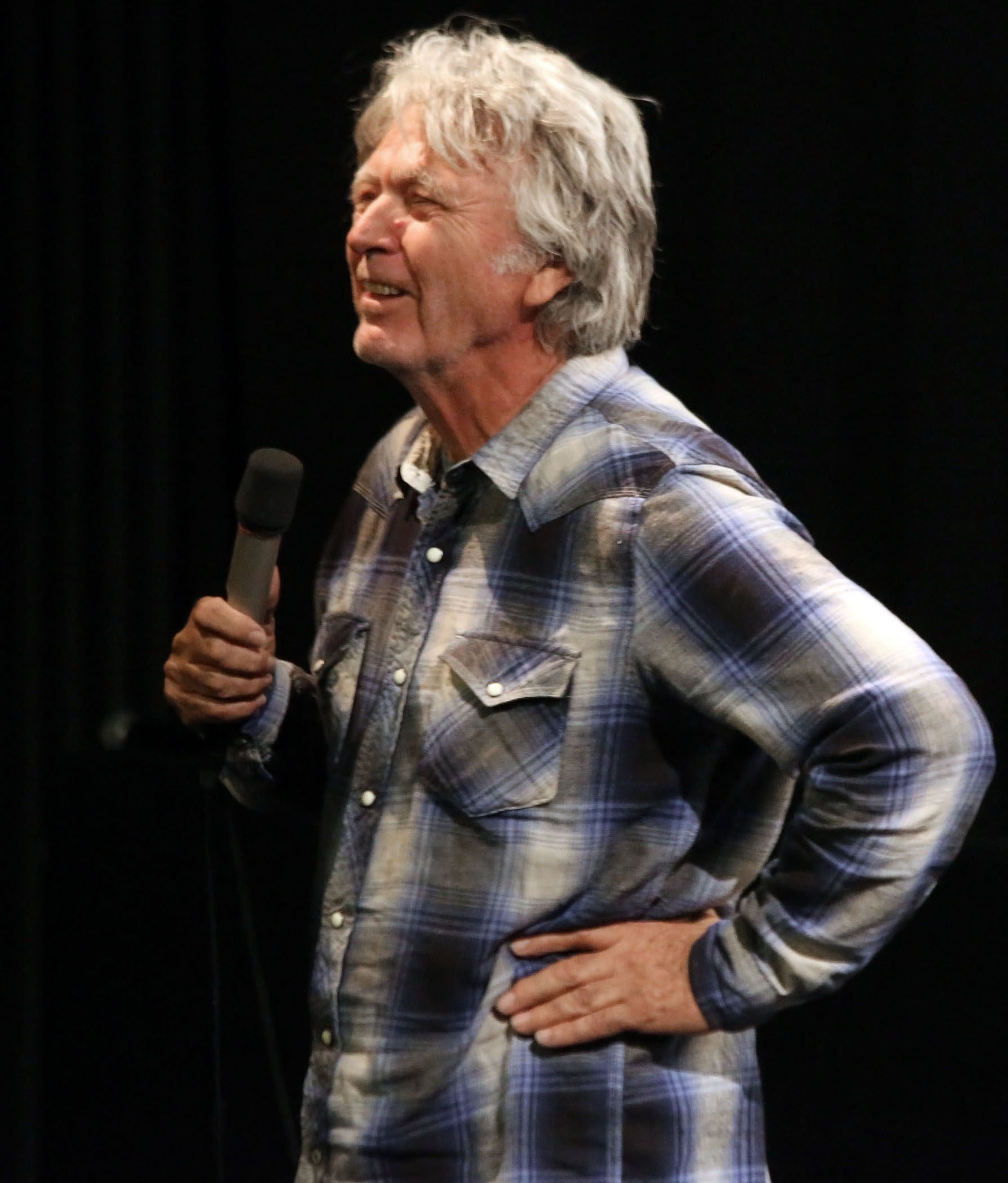
Benning im Publikumsgespräch über Easy Rider (Viennale 2012)

- 1971: Did You Ever Hear That Cricket Sound?
- 1972: Time and a Half
- 1972: Ode to Muzak
- 1972: Art Hist. 101
- 1973: Michigan Avenue
- 1973: Honeyland Road
- 1973: 57
- 1974: I-94
- 1974: Gleem
- 1974: 8 1/2 X 11
- 1975: The United States of America
- 1975: Saturday Night
- 1975: An Erotic Film
- 1975: 9-1-75
- 1975: 3 Minutes on the Dangers of Film Recording
- 1976: Chicago Loop
- 1976: A to B
- 1977: One Way Boogie Woogie
- 1977: 11 × 14[3]
- 1978: Grand Opera
- 1978: Four Oil Wells
- 1979: Oklahoma
- 1980: Double Yodel
- 1981: Last Dance
- 1982: Him and Me
- 1984: American Dreams
- 1985: O Panama
- 1986: Landscape Suicide
- 1989: Used Innocence
- 1992: North on Evers
- 1995: Deseret
- 1997: Four Corners
- 1998: Utopia
- 2000: El Valley Centro
- 2001: Sogobi
- 2001: Los
- 2004: 13 Lakes
- 2004: Ten Skies
- 2005: 27 Years Later
- 2007: casting a glance
- 2007: RR
- 2009: Ruhr[4]
- 2009: Fire & Rain
- 2010: Pig Iron
- 2010: Tulare Road
- 2010: Reforming the Past
- 2010: John Krieg Exiting the Falk Corporation in 1971
- 2011: Twenty Cigarettes[5]
- 2011: small roads
- 2011: Two Cabins
- 2011: Faces
- 2011: YouTube Trilogy: 4 Songs, History, Asian Girls
- 2011: Nightfall
- 2012: Milwaukee/Duisburg
- 2012: One Way Boogie Woogie 2012
- 2012: Easy Rider
- 2012: Stemple Pass
- 2012: the war
- 2013: BNSF
- 2014: US 41
- 2014: HF
- 2014: signs
- 2014: Natural History
- 2014: Farocki
- 2014: FUCK ME (orange)
- 2014: Concord Woods
- 2015: 52 Films Project
- 2015: Fresh Air
- 2016: Spring Equinox
- 2016: Fall Equinox
- 2016: measuring change
- 2016: Found Fragments: Scorched Earth, Ash 01, Red Cloud
- 2016: Levee Road
- 2017: Readers
- 2018: L. Cohen
- 2018: Telemundo
- 2018: glory
- 2019: Two moons
- 2020: Maggie’s Farm[6]
- 2022: The United States of America
- 2022: Allensworth

## Ausstellungen
- 2014: James Benning: Decoding Fear., Kunsthaus Graz.[7]

## Veröffentlichungen
- Barbara Pichler, Claudia Slanar (Hg.): James Benning. FilmmuseumSynemaPublikationen Band 6, Wien 2007, ISBN 978-3-901644-23-8.
- James Benning, American Dreams / Landscape Suicide, Edition Filmmuseum, Doppel-DVD, 2011
- James Benning, casting a glance / RR, Edition Filmmuseum, Doppel-DVD, 2012
- James Benning, California Trilogy, Edition Filmmuseum, Doppel-DVD, 2012
- James Benning, Deseret / Four Corners, Edition Filmmuseum, Doppel-DVD, 2013
- James Benning, natural history / Ruhr, Edition Filmmuseum, Doppel-DVD, 2014
- James Benning, 11x14 / One Way Boogie Woogie/27 Years Later, Edition Filmmuseum, Doppel-DVD 2018
- James Benning, Grand Opera. An Historical Romance / O Panama, Edition Filmmuseum, DVD 2021